# Haller (Krakauer Patrizierfamilie)

Familienwappen Haller von Hallenburg

Die Familie Haller war ein bekanntes deutschstämmiges Patrizier-Geschlecht aus Krakau, das eine bedeutende Rolle in der Geschichte von Polen und Galizien vom 15. bis zum 20. Jahrhundert spielte.
Sie ist nicht zu verwechseln mit dem Nürnberger Patriziergeschlecht Haller von Hallerstein, das auch eine ungarisch-siebenbürgische Linie hatte.

## Söhne des Geschlechts

### Jan Haller
Siehe Johann Haller (Drucker)

### Franciszek Haller
Franz (Franciszek) Haller (* um 1485 in Krakau, † 1527 ebenda) war Stadtschreiber und Buchhändler.
Er wurde als Sohn Johann Hallers geboren und studierte an der Jagiellonen-Universität, wo er 1515 den Magister erhielt. Nach dem weiteren Studium an den Universitäten von Prag und Bologna kehrte er um 1522 als Doktor der Medizin und der Philosophie in seine Heimatstadt zurück und wurde Stadtschreiber von Krakau. Die verlegerische Tätigkeit seines Vaters setzte er nicht fort, war aber bis zu seinem Tode als Buchhändler tätig und bezog wichtige Werke aus dem Gedankenkreis der Reformation, wofür er vom Krakauer Bischof gerichtlich verfolgt wurde. Er starb während einer Pest-Epidemie. Sein Bruder Stefan war ein Krakauer Großkaufmann und starb mit seiner Frau Katharina geborene Langk an der Pest des Jahres 1543. Ein weiterer Bruder war Stanislaus.

### Stefan Haller
Stefan Haller (* um 1535 in Krakau, † 1592 ebenda) war Großkaufmann und Mitglied des Stadtrats von Krakau.
Stefan Haller wurde als Sohn von Franz Haller geboren. Als dreijähriger Knabe verlor er seine Eltern und wurde von seinen Onkeln Stanislaus Haller und Johann Lembock erzogen. 1551 erhielt er das Bürgerrecht der Heimatstadt und durfte sein Erbe antreten. Noch unmündig heiratete er gegen den Willen seiner Erzieher und der Familie die reiche Erbin Margareta aus dem Patriziergeschlecht Gutteter. Durch die Unterstützung dieser Verwandten wurde Stefan 1560 Ratsherr, obwohl er in der Stadt als Teilnehmer zahlreicher Schlägereien berüchtigt war. Als Ratsherr war er sehr aktiv und beaufsichtigte die Reparationen der Stadtmauern. Er war sehr vermögend und Teilhaber von zwei großen Handelsfirmen mit Beziehungen zu Ungarn und Schlesien, des Handelshauses Gutteter und der Firma Haller & Heldt. Aufgrund eines langjährigen Rechtsstreites mit dem Stadtbeamten Tlokinski, den Haller verlor (er warf Tlokinski Bestechung und Veruntreuung von Stadtgeldern vor), wurde er vom König Stefan I. (Stephan Báthory) im Jahre 1579 als Ratsherr abgesetzt.

### Józef Antoni Haller
Józef Antoni Haller (* um 1725 in Krakau, † 1785 ebenda) war reichster Kaufmann Krakaus und Königlicher Kommerzialrat.
Haller war verheiratet mit Marcjanna Laskiewicz, der Erbin einer alten Patrizierfamilie. In der Geschichte der Familie war sie die erste Frau, die aus einer polnischen Familie entstammte.
Józef Antoni Haller war Spezialist im Handel mit Tuch, Gewürzen und Südfrüchten, die er über Triest importierte und an verschiedene Höfe der Magnaten in ganz Polen lieferte. Haller besaß drei Häuser und drei Geschäfte in Krakau. In seiner Ehe hatte er vier Söhne und drei Töchter, für die er 1784 die Stiftung Hallersche Compagnie schuf: jeder Teilinhaber musste seinen Anteil zehn Jahre lang in der Compagnie ruhen lassen, bevor er ihn ratenweise abziehen konnte. Das Vermögen der Kompagnie belief sich 1799 auf 466.210 Złoty (in heutigem Geldwert etwa 40 Millionen €), ohne die Landgüter, denn zu dieser Zeit begannen die Hallers den Kaufmannsberuf zu verlassen, um Gutsbesitzer zu werden. Józefs dritter Sohn Martin Aloys, verheiratet mit Petronella Bartsch, erhielt von Kaiser Franz II. am 1. August 1795 nach der Dritten Teilung Polens, den erblichen österreichischen Adel mit dem Prädikat Edler Haller von Hallenburg. Dieser Name, in polnischer Historiographie auch Haller de Hallenburg geschrieben, wurde von nun an der Name der Familie.

### Józef Haller von Hallenburg (d. Ä.)
Józef Haller von Hallenburg (* 1783 in Krakau, † 3. Dezember 1850 ebenda) war Gutsbesitzer und Senatspräsident der Freien Stadt Krakau.
Józef war Sohn des ersten geadelten Haller, Martin Aloys, und seiner Gemahlin Petronella geb. Bartsch. Er beherrschte sechs Sprachen und studierte Rechtswissenschaften an der Jagellonischen Universität. Nach dem Studium wurde er Beamter in der österreichischen Verwaltung von Krakau und setzte diese Laufbahn auch während der Zugehörigkeit der Stadt zum Herzogtum Warschau fort. In den Jahren 1818 bis 1820 unternahm Józef die übliche Bildungsreise durch ganz Europa. Nach der Rückkehr nach Krakau wurde er 1833 zum Senator der Freien Stadt Krakau gewählt. Als solcher hat er neue Statuten für die lokale Feuerversicherungsgesellschaft und Sparkasse herausgearbeitet. Am 26. Februar 1836 wurde er von den Residenten (die Gesandten) von Österreich, Preußen und Russland, die Garantiemächte in Krakau waren, zum Senatspräsidenten der Freien Stadt gewählt und amtierte als solcher bis 1839. Haller versuchte, die Unabhängigkeit der Freien Stadt zu retten und musste viele von den Garantiemächten befohlene Maßnahmen durchführen, worunter seine Popularität bei der Bevölkerung litt. Während seiner Regierung entfaltete Krakau rege Bautätigkeit, besonders in der Pflege der zahlreichen Baudenkmäler der Stadt.
Seiner Ehe mit Elzbieta Gorczynska entsprossen vier Söhne und eine Tochter. Von den Söhnen Henryk und Władysław stammen die beiden berühmten Generäle Józef und Stanisław ab.

### Józef Haller von Hallenburg (d. J.)
Siehe Józef Haller von Hallenburg

### Stanisław Haller von Hallenburg

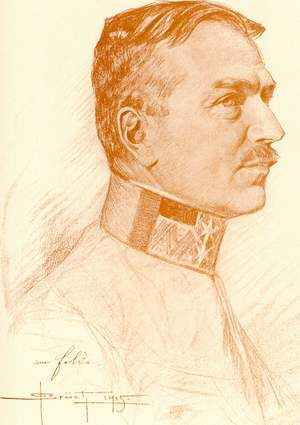
K.u.k.Oberst Stanislaus Haller von Hallenburg

Stanisław Haller von Hallenburg (* 26. April 1872 auf dem Familiengut Polanka Hallera bei Krakau, † 1940 in Charkow) war Gutsbesitzer, General, Politiker und Publizist.
Stanislaw war der Sohn des Wladyslaw Haller (siehe oben) und seiner Gemahlin Lucyna geb. Urbańska und Vetter des Generals Józef. Der Vater war Abgeordneter zum österreichischen Reichsrat und Gutsbesitzer. Stanislaw legte das Matura-Examen 1892 in Bielitz ab, trat als Einjähriger in die k.u.k. Armee ein und entschloss sich 1894, Berufsoffizier zu werden. Er immatrikulierte sich an der Kriegsakademie zu Wien, die er 1901 absolvierte. In den nächsten Jahren war Haller u. a. Bataillonskommandeur, Offizier im Generalstab und schließlich als Major und später Oberstleutnant, Stabschef der Festung Krakau in den Jahren 1912 bis 1914. Im Jahre 1914 bat er nicht, wie sein Vetter Józef, um die Versetzung zu den polnischen Legionen, sondern blieb der k. u. k. Schwarzgelben Fahne bis zum letzten Augenblick treu. 1916 wurde er Kommandeur eines Artillerieregiments. Im Jahre 1917, zum Oberst befördert, befehligte er bis 1918 eine Artilleriebrigade an der italienischen Front. Nach dem Zerfall der Habsburger Monarchie kehrte er nach Krakau zurück und trat in die polnische Armee ein, die ihn zum stellvertretenden Kommandeur von Krakau ernannte. Am 1. Januar 1920 wurde er zum Brigadegeneral im Generalstab ernannt. Als solcher schuf er zusammen mit Józef Piłsudski die Operationspläne des Kiewer Feldzuges. Während des sowjetischen Gegenangriffs befehligte Haller die 6. Armee und wurde, mit der Anciennität von 1919, zum Divisionsgeneral befördert. Nach dem Kriege und dem Rücktritt Piłsudskis im Jahre 1923 übernahm Haller dessen Amt als Generalstabschef und hatte es anderthalb Jahre inne, welches seine Beziehungen zum Marschall, der jede Zusammenarbeit mit der "Parteienregierung" übelnahm, erheblich verschlechterte. 1925 ersuchte Haller um Abschied, den er bekam, bereits ein Jahr später übernahm er jedoch während des Maiputsches von Piłsudski die Stellung des Stabschefs der regierungstreuen Verbände. Nach der Niederlage der Regierungstruppen wurde er in den Ruhestand versetzt und beschäftigte sich bis 1939 mit der Bewirtschaftung seines Gutes Polanka Hallera, trat aber auch mit zwei polemischen Büchern gegen Piłsudski hervor (1926). Nach dem Ausbruch des Zweiten Weltkrieges meldete er sich freiwillig zur Armee, erhielt jedoch keine Antwort.
Im September 1939 begab sich Haller nach Lemberg, wo er vom NKWD verhaftet und nach dem Lager in Starobilsk verbracht wurde. Wahrscheinlich im Dezember 1940 wurde er vom NKWD in Charkow erschossen.

### Die Hallers nach 1945
Nach dem letzten Weltkrieg zerstreute sich die Familie in der ganzen Welt, einige wohnten in Australien. 2005 sind viele Hallers (die sich heute Haller de Hallenburg schreiben) wieder in der alten Heimat tätig, als Hochschulprofessoren oder Eigentümer von  Unternehmen, vor allem in Krakau und Kattowitz.